# SN 2009cl
SN 2009cl – supernowa typu Ia odkryta 21 marca 2009 roku w galaktyce A132145+4233. W momencie odkrycia miała maksymalną jasność 20,20m.